# India ai Giochi della XXIII Olimpiade
L'India partecipò ai Giochi della XXIII Olimpiade, svoltisi a Los Angeles, Stati Uniti, dal 28 luglio al 12 agosto 1984, con una delegazione di 48 atleti impegnati in sette discipline.